# Claire McLean
Claire McLean (nascida em 4 de julho de 1973) é uma paratriatleta australiana que conquistou a medalha de prata nos Jogos Paralímpicos de Verão de 2004 em Atenas, na Grécia. Foi medalha de bronze no mundial de triatlo da União Internacional de Triatlo, em 2012. Uma versão adaptada do triatlo para atletas com deficiência física, paratriatlo, fez a estreia na Paralimpíada do Rio de Janeiro, em 2016, e Claire foi um dos atletas que competiram na modalidade, representando a Austrália. Seu braço esquerdo foi danificado em consequência do acidente de moto quando tinha dezenove anos.

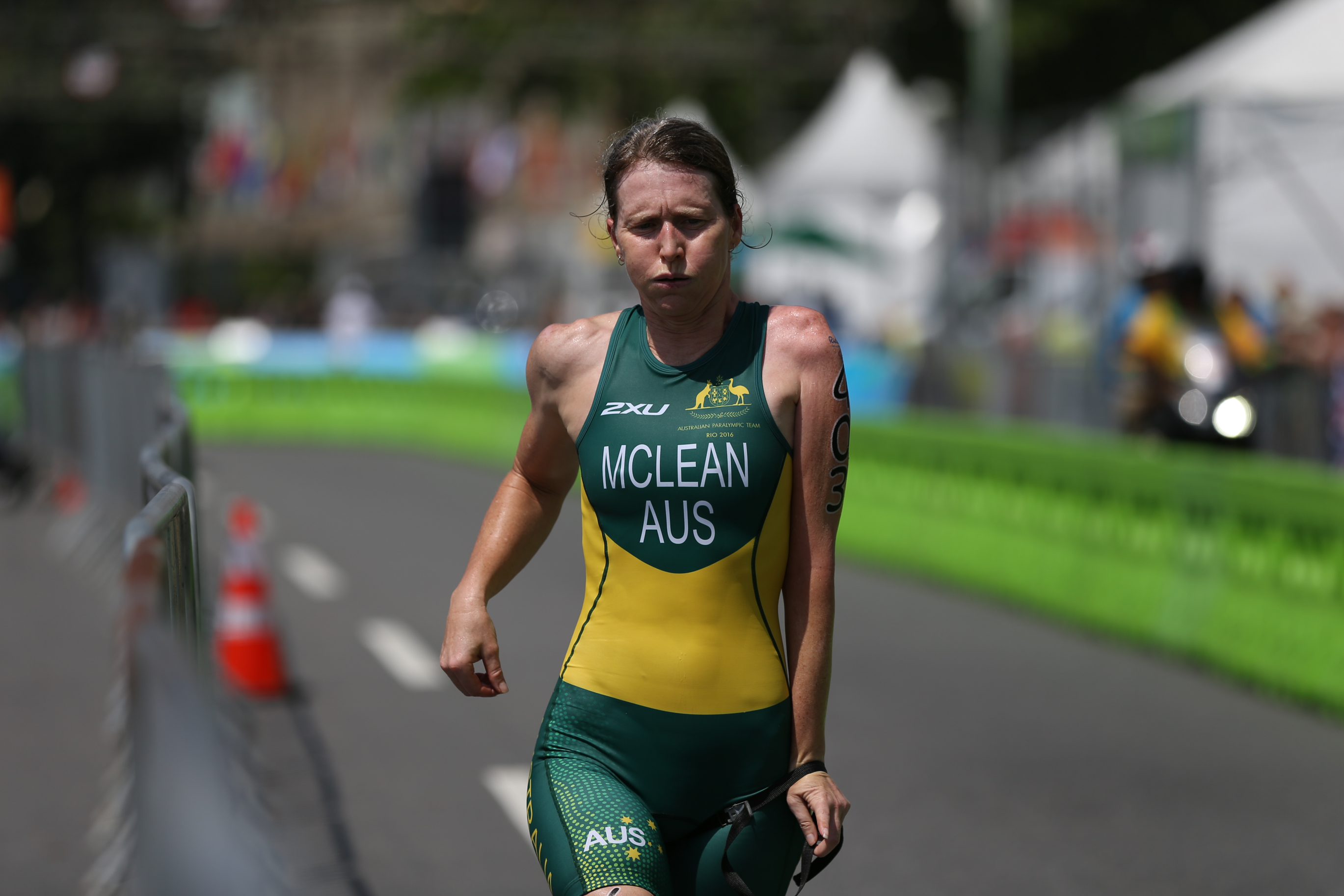
Claire durante os Jogos Paralímpicos da Rio 2016.